# Comitato Olimpico Nazionale Namibiano
Il Comitato Olimpico Nazionale Namibiano (noto anche come Namibian National Olympic Committee in inglese) è un'organizzazione sportiva namibiana, nata nel 1990 a Windhoek, Namibia.
Rappresenta questa nazione presso il Comitato Olimpico Internazionale (CIO) dal 1991 ed ha lo scopo di curare l'organizzazione ed il potenziamento dello sport in Namibia e, in particolare, la preparazione degli atleti namibiani, per consentire loro la partecipazione ai Giochi olimpici. L'organizzazione è, inoltre, membro dell'Associazione dei Comitati Olimpici Nazionali d'Africa.
L'attuale presidente dell'associazione è Agnes Tjongarero, mentre la carica di segretario generale è occupata da Abner Xoagub.